# Monte San Calogero (Gangi)
Monte San Calogero (Gangi) este o arie protejată (arie specială de conservare — SAC, sit de importanță comunitară — SCI) din Italia întinsă pe o suprafață de 174 ha, integral pe uscat.

## Localizare
Centrul sitului Monte San Calogero (Gangi) este situat la coordonatele 37°47′18″N 14°13′14″E / 37.788329°N 14.220504°E.

## Înființare
Situl Monte San Calogero (Gangi) a fost declarat sit de importanță comunitară în septembrie 1995 pentru a proteja 3 specii de animale. Situl a fost protejat și ca arie specială de conservare în decembrie 2015.

## Biodiversitate
Situată în ecoregiunea mediteraneană, aria protejată conține 5 habitate naturale: Pante stâncoase calcaroase cu vegetație casmofită, Pseudostepă cu ierburi și specii anuale de Thero-Brachypodietea, Tufărișuri termo-mediteraneene și de pre-deșert, Păduri de stejar alb estice, Fânețe de joasă altitudine (Alopecurus pratensis, Sanguisorba officinalis).
La baza desemnării sitului se află mai multe specii protejate:
- păsări (2): Alectoris graeca whitakeri, ciocârlie de bărăgan (Melanocorypha calandra)
- reptile (1): Emys trinacris

Pe lângă speciile protejate, pe teritoriul sitului au mai fost identificate 24 de specii de plante, 2 specii de mamifere, 3 specii de reptile.